# 趙敬

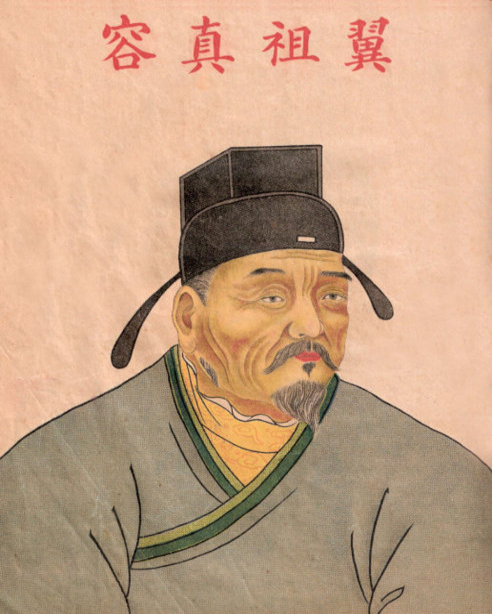
宋翼祖趙敬

宋翼祖趙敬（?—?），涿郡清苑（今河北省保定市清苑区）人，趙朓之孙，趙珽之子，趙弘殷的父亲，宋太祖趙匡胤的祖父。

## 生平
在唐朝为官，历任营州（今辽宁朝阳市）、蓟州（今河北蓟县）、涿州三州刺史。另一說法指趙敬本來在後梁出任官職，後唐建立後，其子趙弘殷為躲避父禍，逃難到今洛陽郊外的夾馬營。但这一种说法找不到正面史料支持，只是推测。而且《东斋笔记》卷一记载：“刘尚书涣尝言：宣祖初自河朔南来，至杜家庄院，雪甚，避于门下。久之，看庄院人私窃饭之。数日，见其状貌奇伟兼勤谨，乃白主人。主人出见而亦爱之，遂留于庄院累月。家人商议，欲以为四娘子舍居之婿。四娘子即昭宪皇太后也。”指出趙弘殷是来投靠的镇州的赵王王镕势力，在领兵帮助李存勖后才到洛阳禁军任职。现在也没有关于赵敬如何去世的记载，年幼的趙弘殷则是在保州长大，赵敬妻子的家族所在地。
960年，趙匡胤建立宋朝，追尊趙敬简恭皇帝，又被宋真宗加尊为简恭睿德皇帝，庙号翼祖。

## 陵墓
墓地号为定陵。乾兴元年（1022年）七月改靖陵。陵在幽州（今河北省保定市清苑区），南宋时已在宋朝统治疆域之外，没有维护。议谥，翰林学士窦俨撰；册文，中书舍人赵逢撰。大中祥符五年（1012年）闰十月加谥册文，参知政事王曾撰。